# Massaker an Jesiden durch Mohammed Pascha Rewanduz
Mohammed Pascha Rewanduz, bekannt als der kurdische Fürst von Rawanduz, war verantwortlich für mehrere Massaker an den Jesiden im 19. Jahrhundert.

## Geschichte
Im Jahr 1832 wurden die Jesiden in der Region Schaichān Opfer eines Massakers durch den Angriff des kurdischen Fürsten Mohammed Pascha Rewanduz und seinen Truppen. Mehrere tausend Jesiden wurden durch Mohammed Pascha Rewanduz und seinen Truppen in der Region Schaichān getötet.
Eine Fatwa eines lokalen Mufti erklärte seinen Vernichtungsfeldzug (der auch als „ethnische Säuberung“ bezeichnet wird) gegen die Jesiden zum Dschihad.